# Gunnar Seijbold
Gunnar Seijbold (25. ledna 1955 – 25. dubna 2020, Stockholm) byl švédský nezávislý novinářský fotograf a hudebník. Během své kariéry pracoval pro několik novin, jako Expressen nebo Aftonbladet.

## Životopis
Seijbold pocházel ze Stockholmu. Jeho otec Olle Seijbold byl také fotografem, který fotografoval švédské vydání pobaltských vojáků. During his career Gunnar Seijbold worked for several newspapers like Expressen, Dagens Nyheter and Aftonbladet. Během své kariéry pracoval Gunnar Seijbold pro několik novin jako Expressen, Dagens Nyheter nebo Aftonbladet.
Byl oficiálním fotografem švédské vlády, a následoval premiéra Fredrika Reinfeldta na jeho návštěvě amerického prezidenta Baracka Obamy v Bílém domě v roce 2009.
Seijbold byl také oficiálním fotografem Evropské unie během švédského vedení v roce 2009. V této funkci byl ojedinělým fotografem a poskytoval fotografie ze setkání Unie světovému tisku.
Seijbold také založil fotografickou společnost „Svenska bild“ spolu s Andreasem Hassellöfem, Gustavem Mårtenssonem a Larsem G. Öhlundem. Byl nějakou dobu generálním ředitelem společnosti.
Kromě své profese fotografie byl také hudebníkem a objevil se jako basový hráč na albu Eddie Meduza För Jaevle Braa!.
Seijbold zemřel na COVID-19 dne 25. dubna 2020, bylo mu 65 let.